# Geranomyia annulosa
Geranomyia annulosa är en tvåvingeart som först beskrevs av Alexander 1929.  Geranomyia annulosa ingår i släktet Geranomyia och familjen småharkrankar. Inga underarter finns listade i Catalogue of Life.